# Wangkerk
De Wangkerk (Pools: Świątynia Wang) in Karpacz is een Noorse houten staafkerk. Zij werd oorspronkelijk in de 12e of 13e eeuw gebouwd in het Noorse plaatsje Vang. In de 19e eeuw wilde men daar de kerk afbreken, omdat hij vervallen en te klein was. Frederik Willem IV, koning van Pruisen, kocht de kerk voor 427 mark. Hij was van plan om hem in Berlijn te plaatsen, maar zag daar uiteindelijk van af. Gravin Friederike von Reden uit Buchwald liet de kerk in Krummhübel (Karpacz) plaatsen. De kerk werd te voet, in onderdelen naar boven gebracht en in 2 jaar in elkaar gezet en opgeknapt. Op 28 juli 1844 werd de kerk ingezegend als protestantse Lutherse kerk. Neder-Silezië was destijds Duits grondgebied. Na de Tweede Wereldoorlog werd het Pools grondgebied. Sinds 1946 is de kerk in gebruik bij de kleine Poolse Lutherse gemeenschap. Ook nu vinden er nog diensten plaats.
De kerk bevat in het houtsnijwerk veel Viking-details, zoals draken. De rondgang om de eigenlijke kerk heen diende oorspronkelijk als isolatie.
De granieten klokkentoren met 2 klokken is in de 19e eeuw gebouwd om de houten kerk te beschermen tegen de wind vanaf de bergen.
Naast de kerk ligt sinds 9 augustus 1844 een kleine begraafplaats, waar ook de gravin begraven ligt. Sinds 1946 wordt de begraafplaats niet meer gebruikt. Alleen voor de componist Rudolf Jonas is in 1949 een uitzondering gemaakt.

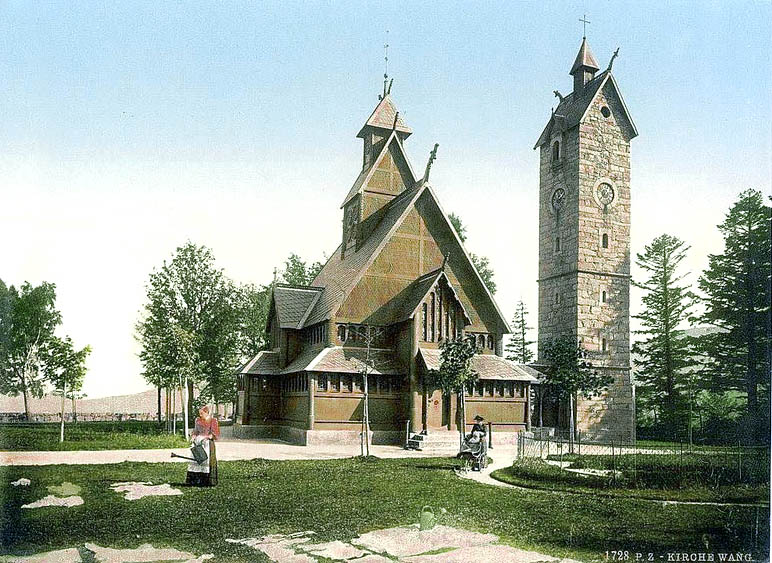
Wangkerk in Karpacz (rond 1900 )
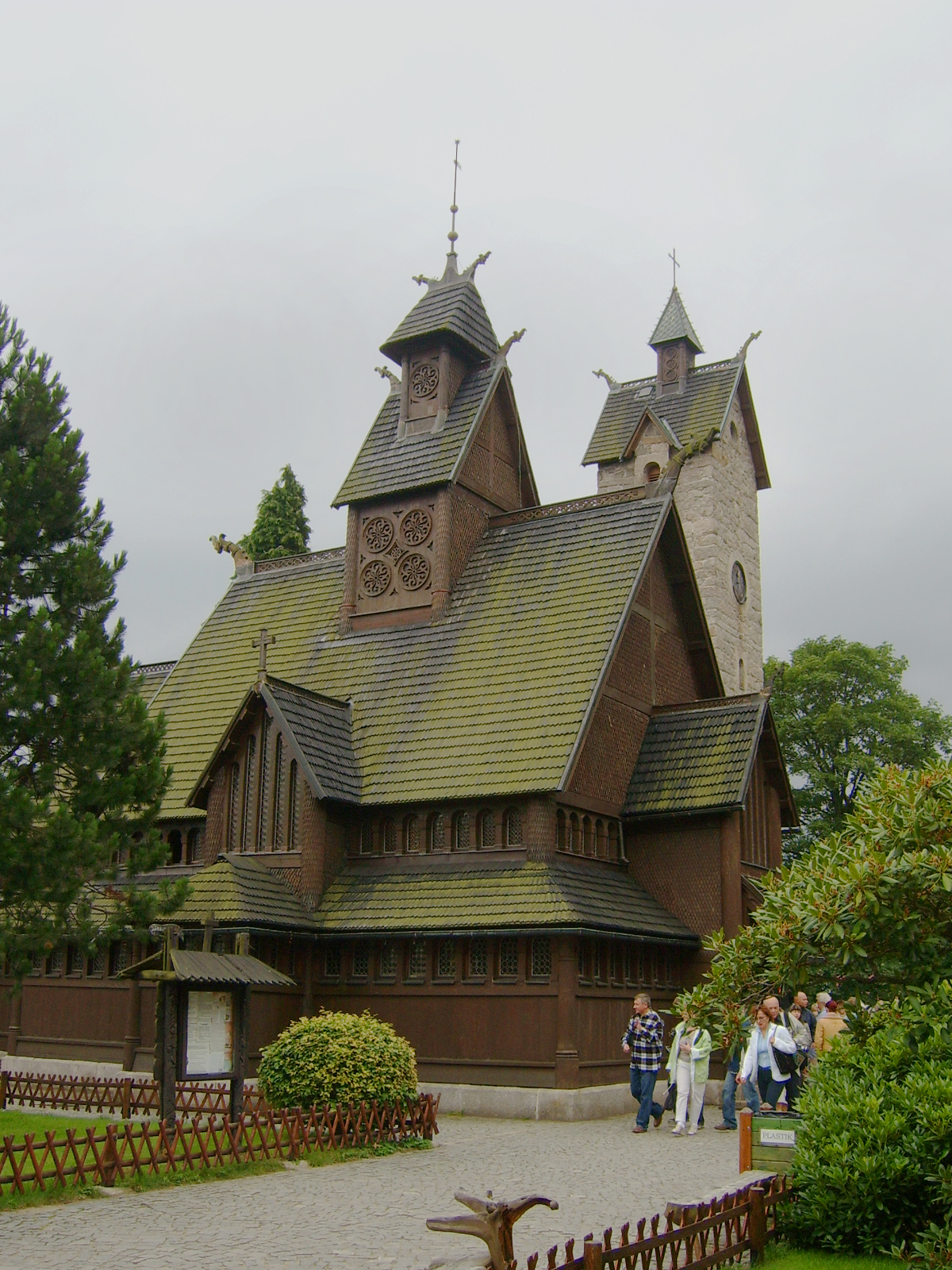
Wangkerk in Karpacz